# Arquets de Baix

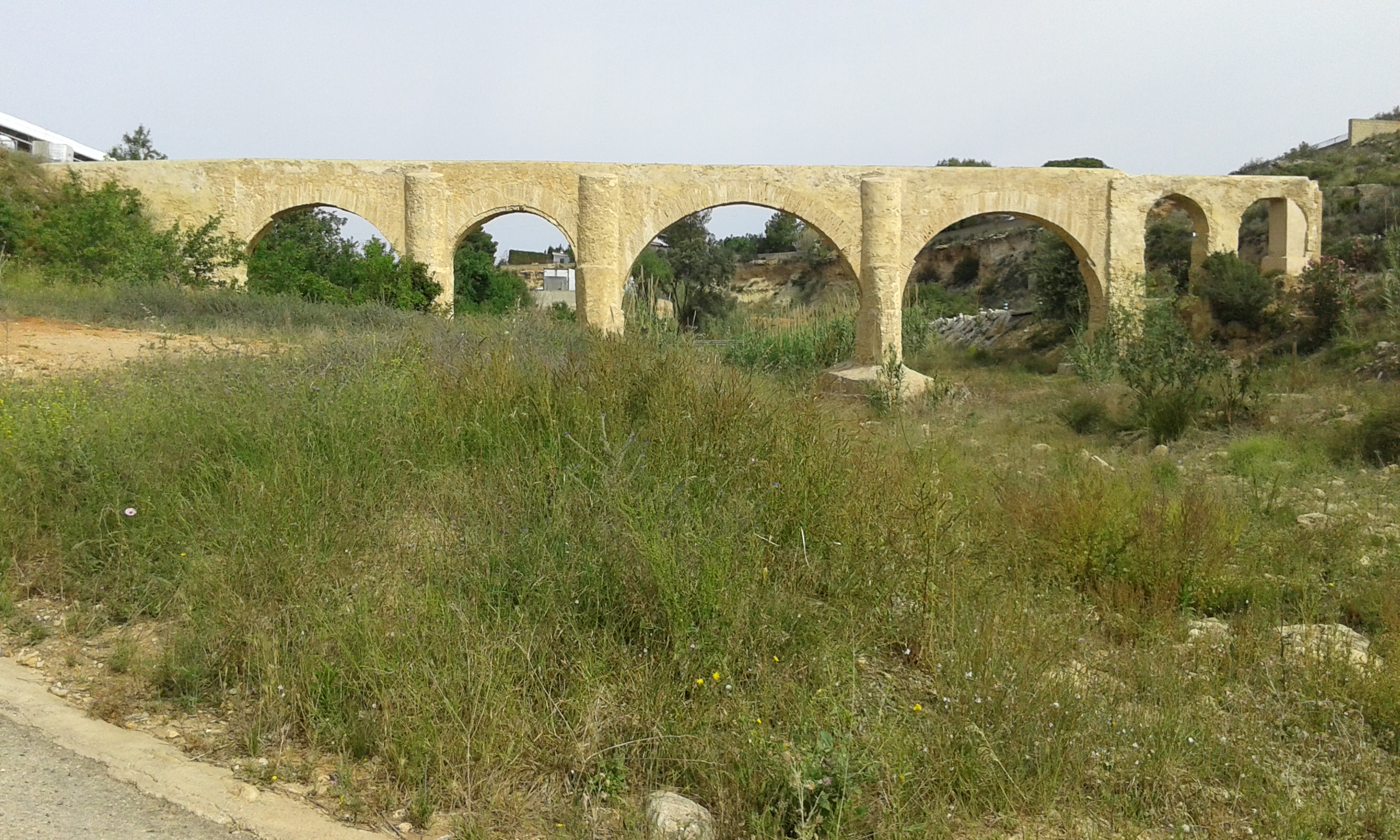
Arquets de Baix antes de la Dana 2024.

Els Arquets de Baix es un acueducto situado en el municipio de Torrente de la Huerta Sur de Valencia. Adquiere el grado de protección como bien de relevancia local (BRL) en el año 2000. Está clasificado como bien inmueble de la segunda sección dentro de la categoría de espacios etnológicos de interés local. Además, consta en el III Catálogo e Inventario de los Elementos del Patrimonio Hidráulico con el número de inventario 328.

## Descripción

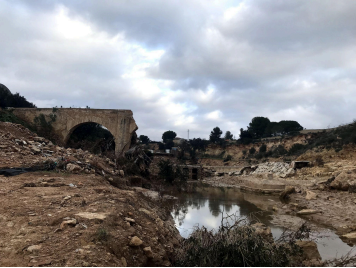
Arquets de Baix tras la Dana 2024

Aunque la datación que consta en el listado de Patrimonio de GVA es del siglo XVI, las intervenciones arqueológicas realizadas en 2009, identificaron una fase constructiva inicial de época andalusí en el siglo XIV (aunque se tienen dudas de que pueda tener un origen bajomedieval). Formaba parte del subsistema de riego de l´Horteta de Baix como acueducto salvando el paso del barranco de la Horteta para posibilitar el riego de 180 hanegadas de huerta que había en Masía del Juez.
Contaba con una sucesión de seis arcos de rosca de ladrillo con una longitud de 50 metros y un alzado de 9 metros en el eje central del barranco. Se trata de una fábrica de mampostería con mortero de cal que cuenta con diferentes fases constructivas. Combina este material en sus arcos más pequeños, coincidiendo con su estructura original del siglo XIV, y ladrillos macizos en sus cuatro arcos centrales y pilares de refuerzo reformados posteriormente en el siglo XVII, siguiendo el trazado marcado por el antiguo acueducto romano. Esta reforma se debe al derrumbe de la parte central  como consecuencia de grandes riadas en varias ocasiones.  
En la década de los 70 y en el 1973 se elimina el séptimo arco tras la pavimentación del Camí dels Xarcs Secs. Del siglo XX pertenece la reforma del cajero y en 2009 se lleva a cabo otra reforma por el Ayuntamiento de Torrente.
Tras la riada del pasado 29 de octubre de 2024, se encuentra en ruina y gravemente afectado. De nuevo, como anteriormente, el cuerpo central ha sido mutilado por la fuerza del agua quedando únicamente un arco del brazo izquierdo. Este, único resto material en pie, presenta grandes grietas entre los arcos y los pilares de refuerzo. Además, se encuentra sobre una superficie fangosa, poco estable y taponada por acumulación de materiales arrastrados por la fuerza del agua.      

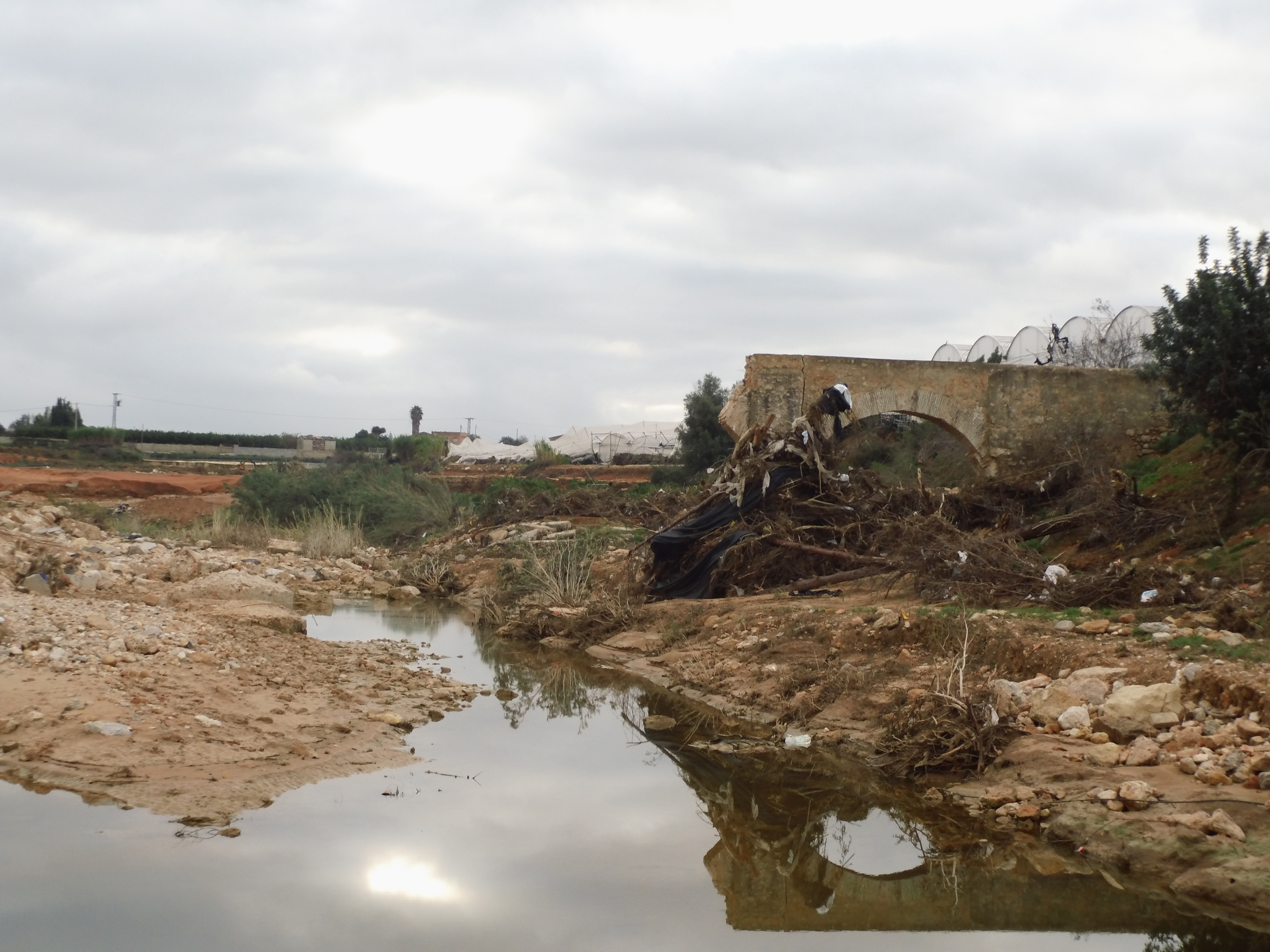
Arquets de Baix tras la Dana 2024 vista desde el otro lado.
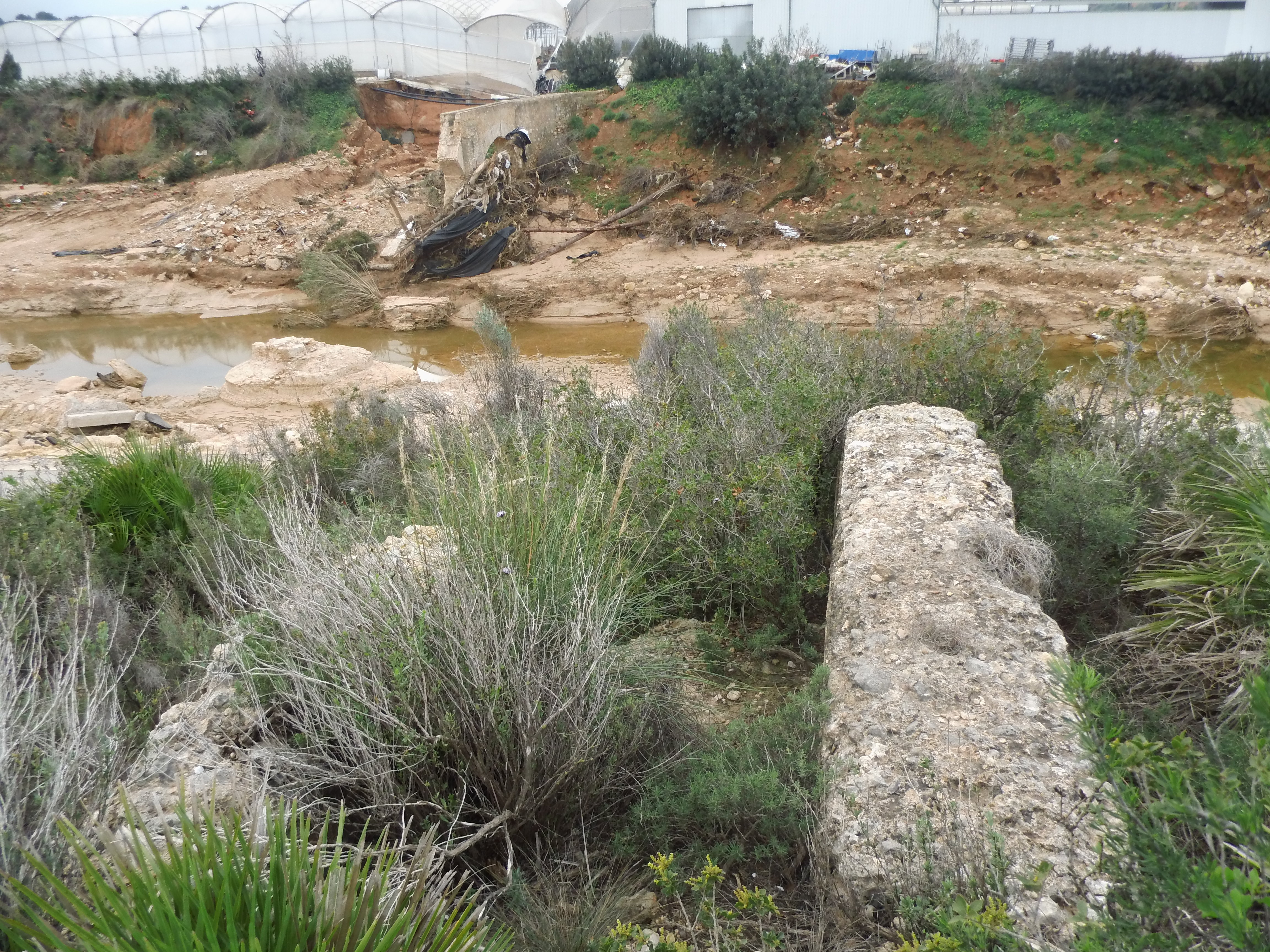
Cajero del anterior acueducto romano tomado como referencia para els Arquets de Baix.
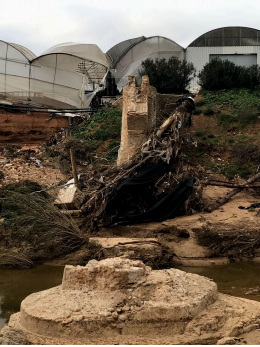
Detalle del cajero dels Arquets de Baix tras la Dana 2024.
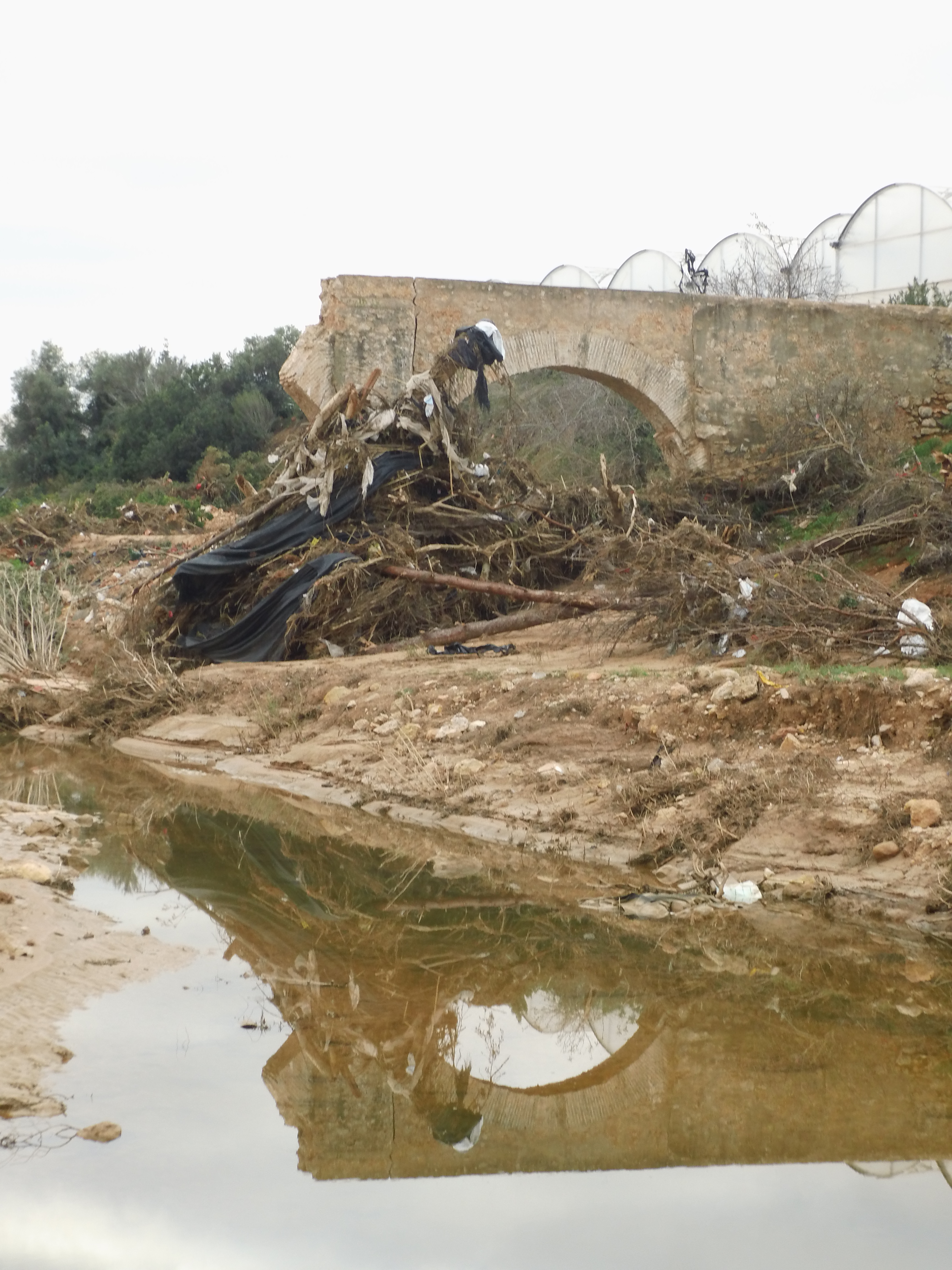
Detalle del único arco en pie dels Arquets de Baix tras la Dana 2024. Se observa las afecciones estructurales y la acumulación de materia vegetal.

## Contexto geográfico-temporal
El acueducto dels Arquets de Baix es uno de los testimonios materiales de la necesidad de aprovechamiento del agua de manera racional y la tradición fuertemente agrícola de secano del espacio torrentino y sus huertas.
El municipio de Torrent, se ha mostrado como un espacio de interés,  pues, aunque está insertado en la comarca de la Horta Sud, se ha considerado un espacio marginal geográficamente rodeado del resto de municipios.Tradicionalmente, ha sido un espacio hidráulico independiente de los grandes aportes fluviales de grandes ríos como el Turia en la Huerta de Valencia.
Su sistema hidráulico ha dependido de la red de barrancos que transportan el agua de las lluvias de manera torrencial en determinadas épocas del año. Esto, a su vez , explica que el caudal de los mismos sea constante, escaso e irregular a lo largo del tiempo.Contamos  con testimonios documentales del siglo XVIII de Cavanilles sobre los barrancos y su cauce:
“Siguiendo hacia el sur desde Alaquàs como a un quarto se atraviesa el barranco, que empiecen las montañas de Buñol con dirección a Chiva, entra en esta villa y continua por el término de Cheste, donde recibe otro considerable: engrosado con este aumento y con las vertientes de aquellos montes, cruza el llano de Quart junto a la venta de Poyo, pasa después por las cercanías de Torrent, que dexa a su derecha, como iguamente Catarroja, y desagua en la Albufera de Valencia. Su profundo y ancho cauce siempre está seco, salvo en las avenidas, cuando recibe tantas aguas y corre tan furiosamente que destruye quanto encuentra”
El regadío histórico de Torrente se ha configurado alrededor del Barranco de la Horteta y la acequia de les Fonts. Este primero es uno de los principales aportes de la Rambla de Poyo con su nacimiento en el término de Turís atravesándolo de Oeste-Este en toda su longitud, unos 16 km.
Históricamente ha llevado un caudal modesto, pero permanente hasta inicios del siglo XX gracias a las aportaciones de algunos de sus afluentes como el barranco de Cabanes y de fuentes en sus márgenes (Font de Manyes, de Teula, de Bailón, de Gils, del Sapo, Carrasquera y la de Sant Lluís). Destacan, además, els clots, cavidades que actuaban a modo de embalses naturales que impedían que quedara completamente seco como el clot de Bailón.
Els Arquets de Baix formaba parte del sistema de riego del Barranco de la Horteta, a través dos subsistemas conocidos como el de l´Horteta de Dalt y de Baix que quedaban conectados por el camino del Xarcs-Secs. El subsistema de la Horteta de Baix parte desde el azud de Manyet. Su acequia principal discurre por el margen derecho del barranco hasta llegar al azud de la Carrasquera, una infraestructura asociada al asentamiento mudéjar de Perenchiza que nos habla de los orígenes de este sistema de riego. La acequia principal de tierra continuaba por margen derecho del barranco hasta llegar a la partida de la Contienda, atravesando el barranco hacia tierras de Masía del Juez mediante el acueducto dels Arquets de Baix que salvaba el desnivel respecto el barranco para el riego de las tierras cercanas.

## El origen del sistema hidráulico de la Horteta
El origen del sistema de regadío tradicional se encuentra en los asentamientos andalusíes, anteriores a la conquista cristiana del siglos XIII, tras la cual el espacio agrario se transformaría y organizaría.
La primera noticia escrita sobre el riego de la huerta de Torrente se encuentra en la Carta puebla otorgada en 1248 por el maestre de la Orden de San Juan del Hospital, señor de la Villa tras la conquista del Reino de Valencia.En este documento, los Hospitalarios fijan las condiciones de su dominio feudal y las prestaciones y servicios a que quedaban obligados los torrentinos.
```
“Castra et villas de Torrent et de Cilla, que loca sunt in termino regni Valencie”
[
Nota 6
]
```

A partir de esta documentación se prueba que el sistema de regadío ya estaba presente en época andalusí. Tanto el azud como las acequias de reparto que figuran en la Carta Puebla ya estaban construidas y en funcionamiento.Debemos tener en cuenta que las obras hidráulicas andalusíes respondían a una modalidad y un sistema de riego distinto. Se trataba de un sistema socioeconómico y cultural que primaba el uso del regadío y uso de sistemas hidráulicos conocidos en el Mediterráneo y el Ándalus. La comunidad campesina adaptaba la técnica a las necesidades y disponibilidad de agua.
Aunque en esta carta no es mencionado ningún topónimo que haga referencia a asentamientos de en este momento de ascendencia árabe, topónimos como  Prenxisa y el registro arqueológico dan testimonio de la alquería andalusí del distrito catastral de Chiva.  Este asentamiento del sur de la sierra Perenxisa se asocia al sistema hidráulico de l´Horteta a través de acequias y sistemas de captación de agua que mejoran y perfeccionan de los romanos.
Este sistema, distribuía el agua para el riego de la llamada Horteta de Dalt de apenas solo tres hectáreas de superficie, cuya acequia cruzaba el camino que es en realidad otro pequeño barranco  afluente del principal que discurre por la margen norte hasta llegar a la balsa del Manyet. Cruzaba el camino a través del acueducto del Arquets de Dalt. Una vez al otro lado circulaba hacia Horteta de Baix.
Els Arquets de Baix, como hemos visto, son testimonio de la mejora e introducción de sistemas hidráulicos andalusíes y de su mantenimiento y cuidado tras la conquista cristiana hasta su uso a mediados del siglo XX. Pero, además de esto, son también testimonio del sistema de agricultura de secano predominante destinado al autoconsumo. Esta arquitectura respondía a las necesidades de su entorno. 
Autores como Adrià Besò (1995) remarcan cómo esta dispersión de las arquitecturas en el paisaje rural torrentino, añadido al carácter marginal de la Huerta de Torrente antes mencionado, nos habla de un uso para el autoconsumo y el ámbito local que podrían tener estos acueductos para pequeñas superficies de riego de secano de la Horteta de gran productividad, pero sin el desarrollo de cultivos exigentes.
Con el tiempo, la distribución de la tierra sería desigual destacando un pequeño grupo de terratenientes en medio de una multitud de agricultores con propiedades medianas y pequeñas.Entre otros autores, Cavanilles también refleja estas características del paisaje torrentino a finales del siglo XVIII: 
“A la derecha del barranco, y a muy corta distancia, bien que en un sitio elevado está Torrent, la mayor población del Reyno después de las ciudades y villas principales. su término podrá tener como legua y media de Oriente a poniente, entre los de picaña y Chiva, y una de norte a sur, entre los de Alaquás y Picasent. Hay en él preciosas huertas regadas con fuentes, pero más secano sin comparación, y en él varias lomas humildes en las cercanías del pueblo, más altas a mayor distancia por el rumbo del oeste, llegando últimamente a formar cerros y montañas. todo es fructífero, no tanto por la calidad de la tierra, quanto por el ciudadano e industria de los Torrentinos. No contentos con cultivar su término, pasando los contiguos, y principalmente al de Chiva y llano de Quart a satisfacer la pasión que tienen al trabajo. allí poseen en propiedad o por arriendo dos veces más tierra que la que comprende su término propio, y aumentan de este modo los frutos para sostener la población.”
Este sistema hidráulico estuvo en funcionamiento desde los siglos VIII hasta finales del siglo XX. Ya a mediados del siglo XIX el caudal de la Fuente de San Luis era insuficiente para cubrir las necesidades de la huerta vieja. Una solución a corto plazo, a principios del siglo XX, fue la construcción de minas o galerías para extraer agua subterránea. Y sería tras la guerra civil que la Comunidad de Regantes introdujese los pozos a motor llegando en los 70 a tener 44 pozos activos. Este periodo de sobreexplotación causó un descenso del nivel freático y el barranco dejó de llevar agua suficiente para mantener este sistema hidráulico de la Horteta.
Esta transformación del sector agrario y del paisaje fue acompañada de la pérdida de estas infraestructuras hidráulicas. Entre ellos els Arquets de Baix quedaron en estado de ruina por la pérdida de su funcionalidad en este sistema tradicional.
Como hemos visto, els Arquets de Baix adquiere la protección de Bien de Relevancia Local (BRL) en el año 2000. A partir de este momento se desarrollaron iniciativas públicas para la recuperación, puesta en valor y difusión del patrimonio hidráulico de Torrent:
- La plataforma Ciudadana “Un Barranc Viu sense Formigó”: proyecto de investigación en 1998, tuvo por objeto, a través de la publicación Un barranc viu. Medi natural i usos tradicionals del barranc de Torrent (2004),[33] de ofrecer un diagnóstico del estado ambiental, usos y percepción social de este espacio natural.
- Introducción de estos Bienes en Torrent guia d´itineraris (2009).[34]

- Entre 2009 y 2010 els Arquets de Dalt y de Baix son restaurados con la subvención de la Consejería de Cultura, a través de la Dirección general del Patrimonio Cultural Valenciano.[6][35][36]

- 2014 se lleva a cabo el Plan Director del Patrimonio Hidráulico: Se lleva a cabo la publicación Ruta pel patrimoni hidràulic, natural i etnogràfic del barranc de l´Horteta i la séquia de Torrent.[37] En ella se presenta la llamada “senda del reg mi.lenari” una ruta trazada durante 14 km para visitar el patrimonio hidráulico de Torrent en el que están incluidos Els Arquets.[38][39][40]

- Introducidos en la Guía de Espais Naturals de Torrent.[41]

- 2024 se realizan labores de limpieza y creación de tablones informativos en els Arquets de Dalt y adecuación de la senda del Barranc de l'Horteta.[42][43]

## Actualización del estado
| “La memoria del barranco suele ser la memoria de sus daños, de crecidas recurrentes y a menudo repentinas.” |
| --- |

El Arquets de Baix, desde sus construcción fue testigo de la energía y la capacidad constructora y destructora de crecidas, desbordamientos e inundaciones. Esta memoria de los episodios cíclicos de riadas a lo largo de los siglos, queda reflejada en sus daños, las pérdidas humanas y materiales. Entre 1321 y 1957 se registraron 22 desbordamientos en el río Turia, 11 avenidas y 15 inundaciones. Las inundaciones más graves fueron las de 1589, 1775 del que tenemos testimonio de Cavanilles y el desastre que supuso: 
“En 1775 causó muchísimas desgracias en Chiva, sorprehendiendo á media noche sus vecinos; asoló un número considerable de edificios, apareciendo por más de dos leguas los tristes despojos y los cadáveres de los pobres que no pudiéron evitar la muerte”
Entre las más recientes fue la riada de 1957 y de la que se ha vuelto a ser testigo el 29 de octubre de 2024 cuyos daños en los Arquets de Baix y de Dalt son el reflejo de la destrucción que ha llevado consigo esta riada.